# Leichtathletik-Länderkampf der Männer 1928 Deutschland – Frankreich
| 2. Leichtathletik-Länderkampf mit deutscher Beteiligung 1928 | 2. Leichtathletik-Länderkampf mit deutscher Beteiligung 1928 |
| ------------------------------------------------------------ | ------------------------------------------------------------ |
|                                                              |                                                              |
| Ländervergleich der Männer: Deutschland – Frankreich         |                                                              |
| Austragungsort                                               | Berlin                                                       |
| Wettbewerbe                                                  | 15                                                           |
| Datum                                                        | 2. September 1928                                            |
| 1. Deutschland 2. Frankreich                                 | 84 Punkte 64 Punkte                                          |
| Chronik                                                      |                                                              |
| ← BE-GER-FRA (F)                                             | GER-SUI (M) →                                                |

Der zweite Vergleich des Leichtathletik-Länderkampfjahres 1928 mit deutscher Beteiligung wurde mit den Sportlern aus Frankreich ausgetragen, die zum dritten Mal Gegner der deutschen Leichtathleten waren.
Zum ersten Mal war die deutsche Hauptstadt Berlin Gastgeber einer solchen Veranstaltung. Am 2. September fand die Begegnung unter alleiniger Beteiligung von Männern statt. Der Ländervergleich wurde am selben Tag ausgetragen wie Deutschlands Länderkampf mit der Schweiz in Frankfurt am Main. So musste der Deutsche Leichtathletik-Verband – damals bezeichnet als Deutsche Sportbehörde für Leichtathletik – gleich zwei Nationalmannschaften mit unterschiedlicher Besetzung für denselben Tag nominieren.
Deutschland beendete auch die dritte Auseinandersetzung mit Frankreich in seinem insgesamt elften Länderkampf siegreich. Mit 84 Punkten gegenüber 64 Punkten des französischen Teams lag die deutsche Mannschaft am Ende wieder deutlich vorn.

## Modus
Die Regeln waren dieselben wie im Vorjahr in Paris. Jede Mannschaft trat in den Einzelwettbewerben mit je zwei Teilnehmern an. Die Sieger erhielten jeweils fünf Punkte, die Zweitplatzierten jeweils drei und die Drittplatzierten je zwei Punkte. Die Athleten auf dem jeweils vierten Rang kamen noch mit je einem Punkt in die Wertung. In den beiden Staffeln brachte Platz eins drei Punkte und Platz zwei einen Punkt.

## Legende
Kurze Übersicht zur Bedeutung der Symbolik – so üblicherweise auch in sonstigen Veröffentlichungen verwendet:
| DSQ   | disqualifiziert |
| k. A. | keine Angabe    |

## Resultate

### 100 m
| Platz | Athlet          | Land | Zeit (s) |
| ----- | --------------- | ---- | -------- |
| 1     | Richard Corts   | GER  | 10,8     |
| 2     | Arthur Jonath   | GER  | 10,8     |
| 3     | André Cerbonney | FRA  | 11,0     |
| 4     | André Dufau     | FRA  | k. A.    |

### 200 m
| Platz | Athlet          | Land | Zeit (s) |
| ----- | --------------- | ---- | -------- |
| 1     | Helmut Körnig   | GER  | 21,2     |
| 2     | André Cerbonney | FRA  | 21,8     |
| 3     | Hubert Houben   | GER  | k. A.    |
| 4     | Jérôme Mannaert | FRA  | k. A.    |

### 400 m
| Platz | Athlet             | Land | Zeit (s) |
| ----- | ------------------ | ---- | -------- |
| 1     | Joachim Büchner    | GER  | 47,8     |
| 2     | Harry-Werner Storz | GER  | 48,4     |
| 3     | Marcel Moulines    | FRA  | 49,0     |
| 4     | Georges Dupont     | FRA  | k. A.    |

### 800 m
| Platz | Athlet            | Land | Zeit (min) |
| ----- | ----------------- | ---- | ---------- |
| 1     | Hermann Engelhard | GER  | 1:56,2     |
| 2     | Herbert Böcher    | GER  | 1:56,8     |
| 3     | Francis Galtier   | FRA  | 1:57,2     |
| 4     | Jean Keller       | FRA  | k. A.      |

### 1500 m
| Platz | Athlet           | Land | Zeit (min) |
| ----- | ---------------- | ---- | ---------- |
| 1     | Jules Ladoumègue | FRA  | 3:59,3     |
| 2     | Herbert Böcher   | GER  | 4:00,8     |
| 3     | Helmut Krause    | GER  | k. A.      |
| 4     | Gaston Leduc     | FRA  | k. A.      |

### 5000 m
| Platz | Athlet         | Land | Zeit (min) |
| ----- | -------------- | ---- | ---------- |
| 1     | Pierre Boitard | FRA  | 15:14,2    |
| 2     | Willi Boltze   | GER  | 15:20,4    |
| 3     | Otto Kohn      | GER  | k. A.      |
| 4     | Seghir Beddari | FRA  | k. A.      |

### 110 m Hürden
| Platz | Athlet          | Land | Zeit (s)                   |
| ----- | --------------- | ---- | -------------------------- |
| 1     | Gabriel Sempé   | FRA  | 14,8                       |
| 2     | Robert Marchand | FRA  | k. A.                      |
| DSQ   | Hans Steinhardt | GER  | mehr als 2 Hürden gerissen |
| DSQ   | Ewald Schulze   | GER  | mehr als 2 Hürden gerissen |

Anmerkung zur Disqualifikation:
In den frühen Jahren der Leichtathletik durften in den Rennen über 110 und über 400 Meter Hürden höchstens zwei Hürden gerissen werden, ansonsten wurde eine Disqualifikation ausgesprochen.

### 4 × 100 m Staffel
| Platz | Besetzung       | Land                                                      | Zeit (s) |
| ----- | --------------- | --------------------------------------------------------- | -------- |
| 1     | Deutsches Reich | Arthur Jonath Richard Corts Hubert Houben Helmut Körnig   | 40,8     |
| 2     | Frankreich      | André Cerbonney Jérôme Mannaert André Dufau Gabriel Sempé | 41,8     |

### 4 × 400 m Staffel
| Platz | Besetzung       | Land                                                                  | Zeit (min) |
| ----- | --------------- | --------------------------------------------------------------------- | ---------- |
| 1     | Deutsches Reich | Reinhold Schmidt Harry Werner Storz Hermann Engelhard Joachim Büchner | 3:18,4     |
| 2     | Frankreich      | Georges Krotoff Joseph Jackson Marcel Moulines René Féger             | 3:21,1     |

### Hochsprung
| Platz | Athlet          | Land | Höhe (m) |
| ----- | --------------- | ---- | -------- |
| 1     | Claude Ménard   | FRA  | 1,91     |
| 2     | Fritz Köpke     | GER  | 1,88     |
| 2     | Wilhelm Ladewig | GER  | 1,88     |
| 4     | Pierre Lewden   | FRA  | 1,80     |

### Stabhochsprung
| Platz | Athlet           | Land | Höhe (m) |
| ----- | ---------------- | ---- | -------- |
| 1     | Pierre Ramadier  | FRA  | 3,80     |
| 2     | Robert Vintousky | FRA  | 3,70     |
| 3     | Gustav Wegner    | GER  | 3,60     |
| 4     | Alfred Lehniger  | GER  | 3,50     |

### Weitsprung
| Platz | Athlet           | Land | Weite (m) |
| ----- | ---------------- | ---- | --------- |
| 1     | Erich Köchermann | GER  | 7,36      |
| 2     | Willi Meier      | GER  | 7,35      |
| 3     | Charles Alzieu   | FRA  | 7,04      |
| 4     | Jacques Flouret  | FRA  | 6,41      |

### Kugelstoßen
| Platz | Athlet          | Land | Weite (m) |
| ----- | --------------- | ---- | --------- |
| 1     | Édouard Duhour  | FRA  | 15,09     |
| 2     | Heinrich Kulzer | GER  | 14,37     |
| 3     | Willi Schröder  | GER  | 13,59     |
| 4     | Jules Noël      | FRA  | 13,55     |

### Diskuswurf
| Platz | Athlet           | Land | Weite (m) |
| ----- | ---------------- | ---- | --------- |
| 1     | Hans Hoffmeister | GER  | 46,62     |
| 2     | Ernst Paulus     | GER  | 43,34     |
| 3     | Jules Noël       | FRA  | 43,15     |
| 4     | Paul Winter      | FRA  | 42,61     |

### Speerwurf
| Platz | Athlet           | Land | Weite (m) |
| ----- | ---------------- | ---- | --------- |
| 1     | Herbert Molles   | GER  | 64,05     |
| 2     | Bruno Schlokat   | GER  | 62,64     |
| 3     | Emmanuel Degland | FRA  | 59,00     |
| 4     | Jacques Flouret  | FRA  | 48,93     |